# Ba'al (Hvězdná brána)

Symbol Ba'ala

Ba'al (představitel – jihoafrický herec Cliff Simon) je smyšlená postava ze sci-fi seriálu Stargate SG-1. Poprvé se objevil v páté sérii jako jeden z vládců soustavy, od osmé série se stává jednou z hlavních postav. Posléze se stává jediným přeživším Goua'uldem. Kromě jiného, je Ba'al jednou z ústředních postav ve druhém filmu Hvězdná brána: Návrat.
Ba'al je inteligentní a prohnaný vládce soustavy. Na setkání vládců soustavy hlasoval Ba'al pro přijetí Anubise zpět do řad vládců. V epizodě „Kobka” zajal Jacka O'Neilla a mučil jej, aby z něj získal informace. Ba'al se nakonec obrátí proti Anubisovi spolu s ostatními Vládci soustavy. Přebírá velení jejich společné flotily a ničí Anubisovu mateřskou loď na Langaře. V epizodě „Mstitel” pomocí počítačového viru Avenger, úpravou původního programu a pomocí automatické aktualizace protokolu brány rozšířil nový virus a sabotoval celou síť hvězdných bran.
Poté, co je Anubisova flotila zničena v epizodě „Ztracené město”, najde Ba'al Tartarus a získá kontrolu nad Kull bojovníky. Během invaze replikátorů, Ba'al kontaktuje SGC, aby prozradil Anubisův plán použít zbraň na planetě Dakara a zničit veškerý život v galaxii. Pomáhá Carterové a Jacobovi/Selmak při kalibraci zbraně pro zničení replikátorů. Poskytuje také prostředky pro vytočení všech hvězdných brán v galaxii současně.
V epizodě „Návrat vysloužilého boha” pošle Ba'al do SGC videozáznam. Na záznamu oznámil, že chce pouze podnikat a žít na Zemi v míru. Slibuje, že nezpůsobí žádné potíže. Ale pokud někdo z lidí nebo Jaffů na něj znovu zaútočí, odpálí naquadahovou bombu někde ve Spojených státech. V přestrojení za podnikatele, hrdě oznamuje převzetí velké korporace Hammel Technologies. Gerakovým Jaffům se podaří Ba'ala zajmout a Gerak jej zabije. Carterová však zjistí, že Ba'al experimentoval s technologii klonování a že Ba'al, který byl zabit Gerakem je pouze jedním z mnoha jeho klonů.
Poté, co si Ba'al uvědomí hrozbu, kterou představují Oriové, začne vymývat mozky Jaffům z Vysoké rady a tvrdí, že pouze pod jeho velením dokáží se Jaffové ubránit Oriům. Teal'c a Bra'tac odhalí Ba'alovo spiknutí a Ba'alův klon je zabit týmem SG-1. Ba'al se také snažil vybudovat si své vlastní impérium tím, že kradl hvězdné brány. SGC s pomocí Neruse najde další klon Ba'ala a jeho Ha'tak je zničen Luciánskou aliancí poté, co loď Odyssey získá zpět všechny hvězdné brány.
V epizodě „Ba'alovy klony” navrhuje opětovné spojenectví jako při zničení replikátorů. Chce pomoci týmu SG-1 s hledáním zbraně proti povzneseným bytostem výměnou za to, že SG-1 zničí všechny jeho klony, kteří se proti němu prý spikli. Chtěli totiž použít zbraň antiků na Dakaře k zabití všech živých bytostí v galaxii. SG-1 pomocí přijímače v Ba'alově Al'keshi najde všechny Ba'alovy klony, avšak těm se nakonec podaří z SGC uniknout.
SG-1 se setkává s dalším Ba'alovým klonem při hledání Merlinovy zbraně. Ba'al spolu s Adrií, jsou nuceni pracovat s SG-1 překonat různé překážky Morgany Le Fay chránící Merlinovo místo posledního odpočinku.
V epizodě „Panství” zajme Ba'al SG-1 a Adrii. Implantuje Adrii jednoho ze svých naklonovaných symbiontů. Tok'rové se pokouší symbionta z Adrie vyjmout, avšak ten uvolňuje do jejího těla toxin, který nakonec donutí Adrii k povznesení.
Ve filmu „Hvězdná brána: Návrat”, je zajat poslední Ba'alův klon a skutečný Ba'al změní historii tím, že cestuje zpět v čase, aby vymazal program hvězdné brány z historie. V alternativní časové linii byl zrazen a zabit jeho královnou Qetesh. SG-1 opraví časovou osu pomocí Ba'alova stroje času a Tok'rové vyjmou symbionta z posledního Ba'al klonu.